# IC 1153
IC 1153 — галактика типу S0 (спіральна галактика) у сузір'ї Геркулес.
Цей об'єкт міститься в оригінальній редакції індексного каталогу.